# 伊藤真澄
伊藤真澄（舊姓新田，5月21日—）是日本的女性歌手、作曲家、旁白解說員，日本茨城縣出身。
武藏野音樂大學音樂學院樂音系鋼琴專科畢業；丈夫為音樂製作人伊藤善之。隸屬於Lantis（On The Run）唱片公司，同時也是公司的經營者。發行唱片時，歌手身份是用本名；作曲家身份則用七瀨光。此外，也會和其他人共組團體進行音樂活動，如「modori」、「AQUA VOCE」、「Oranges & Lemons」（伊藤真澄&上野洋子）、「Heart of Air」（伊藤真澄&七瀨光）、（伊藤真澄&）等。

## 相關作品

### 單曲
- （2001年12月29日）

1. （遊戲「妹妹公主Pure Stories」主題曲）
2. MELODY（遊戲「妹妹公主Pure Stories」印象歌曲）
3. （romantic version）
4. MELODY（off vocal version）

- （2003年4月23日）

1. （動畫「天使的尾巴Chu!」片頭曲）
2. （動畫「天使的尾巴Chu!」片尾曲）
3. Love Wing（instrumental）（動畫「天使的尾巴Chu!」劇中音樂）
4. Sleepy angel（instrumental）（動畫「天使的尾巴Chu!」劇中音樂）
5. （off vocal version）
6. （off vocal version）

- （2004年5月26日）

1. （動畫「戀風」片尾曲）
2. （動畫「戀風」插入曲）
3. （動畫「戀風」插入曲）
4. （off vocal version）

- （2005年6月29日）

1. （動畫「絕對少年」片尾曲）
2. （動畫「絕對少年」印象曲）
3. （off vocal version）
4. （off vocal version）

- （2009年8月26日）

1. （動畫「海物語」片尾曲）
2. （動畫「海物語」插入曲）
3. （pure prayer version）
4. （off vocal version）
5. （off vocal version）

- （2012年8月8日）

1. （動畫「人類衰退之後」片尾曲）

- （2013年5月8日）

1. （動畫「RDG 瀕危物種少女」片尾曲）
2. （instrumental）
3. （instrumental）

- DVD「予感」MUSIC VIDEO

### 專輯
- （2001年11月7日）

1. （動畫「海盜媽寶2」片尾曲）
2. （動畫「魔法少女貓」片頭曲）
3. MELODY（遊戲「妹妹公主Pure Stories」印象歌曲）
4. （「安琪莉可」印象歌）
5. One Drop（動畫「天使的尾巴」片尾曲重唱）
6. 家路（動畫「海盜媽寶」片尾曲）
7. Voice from tree
8. Water color
9. （遊戲「Eternal Melody」片尾曲）

- （2003年12月26日）

1. Dream dream
2. （動畫「天使的尾巴Chu!」片頭曲）
3. Time pavement
4. （sherevet version）
5. Wish of snow
6. （動畫「天使的尾巴Chu!」插入曲）
7. Blue flow（動畫「灰羽連盟」片尾曲，以「Heart of air」名義發表）
8. （遊戲「妹妹公主」片尾曲）

- Harmonies of heaven（2004年7月22日）

1. TRUE LIGHT
2. Comin' through the rye
3. 結晶風
4. （Album Version）
5. FINE
6. SEPTENARY
7. 1-OCTAVE～2-OCTAVE
8. SEA
9. SEED
10. OREADS（reprise）

- Wonder Wonderful（2012年12月26日）

1. （動畫「人類衰退之後」片尾曲）
2. Wonder Wonderful
3. （Wonderful ver.）（動畫「笑園漫畫大王」片尾曲，原唱：Oranges & Lemons）
4. （動畫「夏色奇蹟」印象歌曲，原唱：sphere）
5. （動畫「天使的尾巴」片尾曲）
6. （漫畫「加油啊！別消失了！！色素簿子小姐」廣播劇CD印象歌曲）
7. Silent Milk
8. Kiso Birdeto
9. （動畫電影「涼宮春日的消失」主題曲，原唱：茅原實里）

- DVD

- Wonder Wonderful
- 空耳ケーキ（Wonderful ver.）
- 優しい忘却

### 其他
- 動畫「笑園漫畫大王」主題歌單曲（2001年5月23日）

收錄片頭曲、片尾曲「Raspberry heaven」。
- 動畫「仰天人間」（仰天人間バトシーラー）主題歌單曲（2001年5月23日）

收錄片尾曲。
- 遊戲「PriMOPUeL」（プリモプエル）主題歌單曲（2003年12月26日）

收錄印象曲。
- 遊戲「備長炭」主題歌單曲（2006年9月6日）

收錄片尾曲。
- 印象集「天馬的血族CRYSTAL LORD OPERA」

分別從天馬的血族Vol. 1~5、音樂繪卷、外傳等收錄樂曲。
- 動畫「人類衰退之後」（人類は衰退しました）

收錄片尾曲。

### 提供樂曲
- （歌：（望月久代、倉田雅世、山本麻里安），作曲、編曲）
- One Drop（作曲、編曲）
- （作曲、編曲（七瀨光名義））
- 彼方（作曲、編曲）
- Little Bird（動畫「草莓狂熱」插入曲。歌：（桑谷夏子），作曲、編曲（七瀨光名義））

### 旁白提供廠商
- 亨氏
- Three F（日本超商）
- FamilyMart
- 丸八真綿（日本寢具製造商）

### 背景音樂作曲
- 海盜媽寶（宇宙海賊ミトの大冒険，1999年）
- 鐵甲機（鉄甲機ミカヅキ，2000年）
- 天使禁獵區（2000年~）
- 魔法少女貓（魔法少女猫たると，2001年）
- 疾速戰警（エクスドライバー，2001年）
- 星域毀滅者（Z.O.E Dolores, i，2001年）
- 星域毀滅者（Z.O.E 2167 IDOLO，2001年）
- 辣妹當家（超GALS!寿蘭，2001年）
- 銀河天使系列（ギャラクシーエンジェルシリーズ，2001~2004年）
- 迷糊天使（ぴたテン，2002年）
- 超重神GRAVION（超重神グラヴィオン，2002）
- 聖槍修女（クロノクルセイド，2003年）
- 廢棄公主（スクラップド·プリンセス，2003年）
- 初音島（D.C. 〜ダ·カーポ〜，和聯名，2003年）
- 超重神GRAVION Zwei（超重神グラヴィオンZwei，2004年）
- 雙戀（和畑亞貴聯名，2005年遊戲）
- 高機動交響曲（ガンパレード·オーケストラ，和古川昌義聯名，2005年）
- 絕對少年（2005年）
- 草莓100%OVA（いちご100% オリジナルDVDアニメーション，2005年）
- 初音島第二季（D.C.S.S. 〜ダ·カーポ セカンドシーズン〜，2005年）
- noein（ノエイン もうひとりの君へ，2005年）
- 戰吼（2006年）
- 鍵姬物語 永久愛麗絲迴旋曲（鍵姫物語 永久アリス輪舞曲，2006年）
- Gift ～ eternal rainbow（Gift 〜ギフト〜 eternal rainbow，2006年）
- 戀愛天使安琪莉可～光輝的明天～（恋する天使アンジェリーク～かがやきの明日～，2007年）
- 西方善魔女（西の善き魔女 Astraea Testament，2006年）
- 神曲奏界（神曲奏界ポリフォニカ，2007年）
- Venus Versus Virus 除魔維納斯（ヴィーナス·ヴァーサス·ヴァイアラス，2007年）
- 暮蟬悲鳴時解（ひぐらしのなく頃に解，原聲帶其中一首，2007年）
- 死後文（シゴフミ，2008年）
- Phantom 〜Requiem for the Phantom〜（ファントム Phantom 〜Requiem for the Phantom〜，2009年）

## 相關連結
1. 1 2 3  *～**真澄の空**～* 的存檔，存档日期2008-10-22.

## 外部連結
- （日語）http://masumi-itou.com/ （页面存档备份，存于）